# Strimmig kanastero
Strimmig kanastero (Asthenes flammulata) är en fågel i familjen ugnfåglar inom ordningen tättingar.

## Utseende och läte
Strimmig kanastero är en brunaktig fågel med tydliga vita streck både ovan och under. Roströda vingar kontrasterar med brunfärgad kropp. Vanligen uppvisar den även ett tunt vitt ögonbrynsstreck. Fåglar i östra Anderna i Colombia har mer gulbrunt ansikte medan de i Peru är vitare under. Sången består av en accelererande serie med hårda "scree" som avslutas i en snabb drill.

## Utbredning och systematik
Strimmig kanastero delas in i fem underarter:
- Asthenes flammulata multostriata – förekommer i östra Anderna i Colombia
- Asthenes flammulata quindiana – förekommer i centrala Anderna i Colombia (Nevado de Tolima)
- Asthenes flammulata flammulata – förekommer i Anderna i södra Colombia (Nariño) och angränsande Ecuador
- Asthenes flammulata pallida – förekommer i Anderna i norra Peru (La Libertad och Cajamarca)
- Asthenes flammulata taczanowskii – förekommer i Anderna i norra centrala Peru (La Libertad i Junín)

## Levnadssätt
Strimmig kanastero är en rätt vanlig fågel som hittas i buskrika gräsmarker och páramo i höga bergstrakter. Den kan vara svår att få syn på när den rör sig på marken eller i täta buskage, men kan ibland ses sitta i det öppna, framför allt när den sjunger.

## Status
Arten har ett stort utbredningsområde och internationella naturvårdsunionen IUCN kategoriserar arten som livskraftig. Beståndsutvecklingen är dock oklar.